# 施瓦策格拉特山

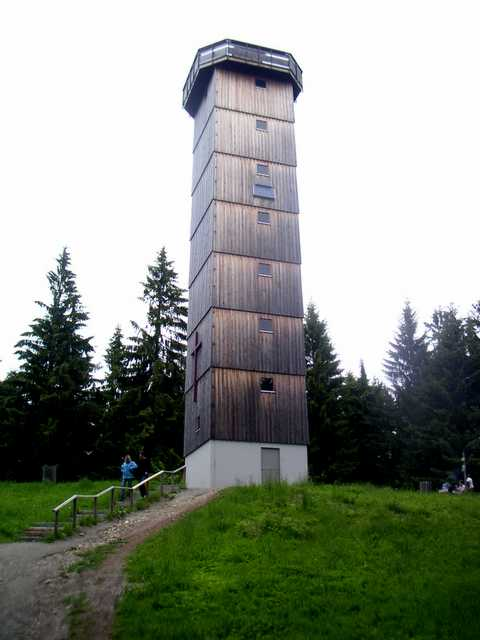

{47°41′32.35″N 10°7′32.3″E / 47.6923194°N 10.125639°E
施瓦策格拉特山（德語：Schwarzer Grat），是德國的山峰，位於該國西南部，由巴登-符騰堡負責管轄，屬於阿爾高阿爾卑斯山脈的一部分，海拔高度1,118米，每年平均降雨量1,793毫米。